# Colpa del vino
Colpa del vino è il singolo di debutto del rapper italiano Frah Quintale, pubblicato il 21 marzo 2016. Il singolo è stato classificato disco d'oro in riferimento alla settimana 18 del 2023.

## Video musicale
Il videoclip è stato pubblicato contestualmente all'uscita del singolo sul canale YouTube di Undamento.

## Tracce
Testi di Francesco Servidei, musiche di Stefano Ceri.
1. Colpa del vino – 2:53

## Formazione
Musicisti
- Frah Quintale – voce

Produzione
- Ceri – produzione
- Alexander Fizzotti[3] – missaggio, mastering